# 琴谱正传
《琴谱正传》，古琴谱。明杨嘉森嘉靖四十年辑。

## 琴谱版本介绍
嘉靖丙午年黄獻在十多个琴友的资助下，刊刻了《梧冈琴谱》。原收录四十二首琴曲，十五年后杨嘉森又增为七十一首琴曲，並改名为《琴谱正传》。